# Giuseppe Asquini

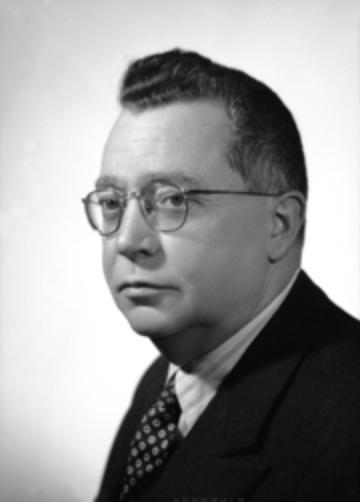
Giuseppe Asquini

Giuseppe Asquini (19 de agosto de 1901 – 12 de janeiro de 1987) é um político italiano que serviu como prefeito de Pordenone entre 1945 e 1946 e senador entre 1948 e 1953.